# Список графов де Мортен
Графы де Мортен (фр. Comtes de Mortain) — титул правителей нормандского графства Мортен.

## Англонормандский период
- 996—1032 : Може Нормандский, сын Ричарда I, герцога Нормандии;
- 1032—1048 : Гийом Герлан, сын предыдущего;
- 1049—1095 : Роберт де Мортен, единоутробный брат Вильгельма Завоевателя;
- 1095—1106 : Вильгельм де Мортен, сын предыдущего;Герб дома де Блуа
- 1106—1112 : Роберт де Витре (вероятно, не имел титула графа);
- 1112—1135 : Стефан Блуаский, позднее король Англии;
- 1135—1141 : Евстахий, сын предыдущего, позднее граф Булони;
- 1141—1150 : Жоффруа Мартел, граф Анжуйский;
- 1152—1159 : Вильгельм Булонский, сын Стефана Блуаского, граф Булони;
- 1167—1173 : Мария Булонская, дочь Стефана Блуаского, графиня Булони;
- 1189—1199 : Иоанн Безземельный, позднее король Англии;
- 1204 : Завоевание Мортена французским королём Филиппом II Августом.

## Французский период

### Династия де Даммартен
- 1204—1216 : Ида Булонская, дочь Марии Булонской, и Рено де Даммартен, граф Булони;
- 1216—1245 : Матильда де Даммартен, дочь предыдущих, графиня Булони;
  - 1223—1234 : Филипп Юрпель, сын короля Франции Филиппа II, муж предыдущей;
  - 1236—1245 : Альфонс Португальский, муж Матильды де Даммартен, позднее король Португалии;

### Капетинги
- 1245—1252 : Жанна де Даммартен, дочь Матильды де Даммартен и Филиппа Юрпеля;
  - 1245—1250 : Гоше де Шатильон, сеньор де Донзи, наследник графств Невер, Осер и Тоннер;

### Эврё-Наваррская линияКапетингов
- 1318—1343 : Филипп д’Эврё, зять французского короля Людовика X, король Наварры;
- 1344—1378 : Карл Злой, сын предыдущего, король Наварры;
- 1378—1407 : Карл Благородный, сын предыдущего, король Наварры;
- 1407—1412 : Пьер д’Эвре, брат предыдущего;
- 1412—1425 : Екатерина Алансонская, вдова предыдущего;
  - 1412—1415 : Людовик Гиеньский, сын короля Франции Карла VI, герцог Гийени;
  - 1416—1425 : Людвиг VII, муж Екатерины Алансонской, герцог Баварии.
- 1418 : Завоевание Мортена английским королём Генрихом V.

## Период Ланкастерского завоевания

### Английские графы
- 1418—1419 : Эдуард де Мортен;
- 1419—???? : Томас Лангхольм;
- 1422—1435 : Джон Ланкастер, герцог Бедфорд;
- 1435—1455 : Эдмунд Бофорт, граф и герцог Сомерсет;
- 1455—1464 : Генри Бофорт, сын предыдущего, герцог Сомерсет.

### Французские графы
- 1423—1424 : Жан VIII д'Аркур;
- 1424—1425 : Жан де Дюнуа, граф де Дюнуа;
- 1425—1472 : Карл Мэнский, граф Мэна.
- 1449 : Завоевание Мортена французским королём Карлом VII.

## Апанаж французских принцев

### Анжуйская линиядинастииВалуа
- 1425—1472 : Карл Мэнский, граф Мэна;
- 1472—1481 : Карл IV Анжуйский, герцог Анжуйский;

### Линия Монпансье династииБурбонов
- 1529—1582 : Людовик III де Монпансье, герцог де Монпансье;
- 1582—1592 : Франсуа де Монпансье, сын предыдущего, герцог де Монпансье;
- 1592—1608 : Анри де Монпансье, сын предыдущего, герцог де Монпансье;
- 1608—1627 : Мария де Монпансье, дочь предыдущего, герцогиня де Монпансье;
  - 1626—1660 : Гастон Орлеанский, муж предыдущей, герцог Орлеанский;
- 1660—1693 : Анна де Монпансье, дочь предыдущих, герцогиня де Монпансье.

### Орлеанская линиядинастии Бурбонов
- 1693—1701 : Филипп I Орлеанский, герцог Орлеанский;
- 1701—1723 : Филипп II Орлеанский, сын предыдущего, герцог Орлеанский;
- 1723—1752 : Людовик Орлеанский, сын предыдущего, герцог Орлеанский;
- 1752—1785 : Луи-Филипп I Орлеанский, сын предыдущего, герцог Орлеанский;
- 1785—1793 : Луи-Филипп II Орлеанский, сын предыдущего, герцог Орлеанский.

## Современный титул
- с 1984: Генрих Орлеанский, граф Парижский, претендент на французский престол.